# Ahmad Schah Durrani

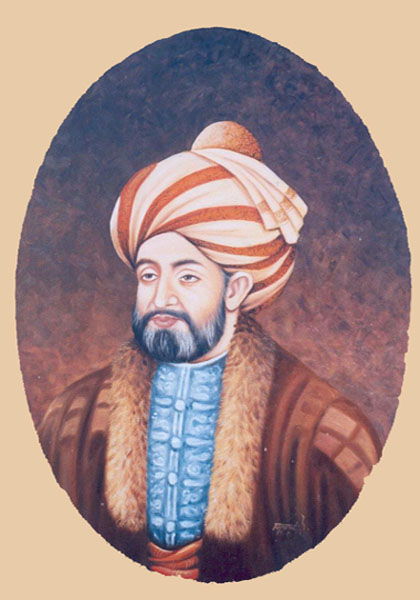
Ahmad Shah Abdali Durrani

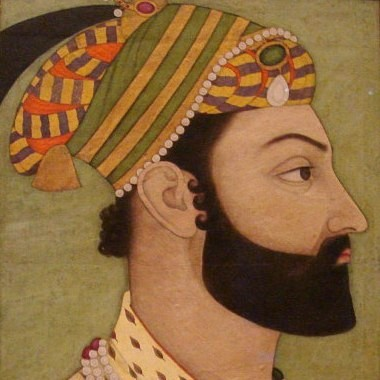
Ahmad Schah Durrani auf einer Miniatur zu seiner Lebenszeit

Ahmad Shāh Durrānī (ca. 1722 in Herat oder in Multan – 16. Oktober 1772) (Paschtu: احمد شاه دراني), auch bekannt als Ahmad Khān Abdālī (احمد خان ابدالي), war der Gründer des Durrani-Reiches und gilt als Vater des modernen Staates Afghanistan.
Nach der Ermordung des persischen Schahs Nader Schah im Jahr 1747 entstand dort ein Machtvakuum. Der spätere Ahmad Shāh Durrānī nutzte dies und begründete im Osten des Landes sein Imperium in Khorasan, welches zur Grundlage für den heutigen Staat Afghanistan wurde. Er versammelte und vereinte die afghanischen Stämme und drängte nach Osten in Richtung des Mogul- und des Maratha-Reiches in Indien, nach Westen in Richtung der restlichen Teile des zerfallenden Persiens und nach Norden in Richtung des Buchara Khanats. Innerhalb weniger Jahre erweiterte er seine Kontrolle von Khorasan und dem heutigen Ost-Iran im Westen nach Kaschmir und Nordindien bis nach Delhi im Osten und vom Oxus im Norden bis zum Arabischen Meer im Süden.
Afghanen bezeichnen ihn oft als Ahmad Shāh Bābā („Ahmad Shah der Vater“). Andere Titel sind Padschah (des Durrani-Imperiums oder auch Padschah-i-Ghazi) und „Perle der Perlen“ (Dur-i-Durran). Sein Mausoleum befindet sich im Zentrum der Stadt Kandahar, Afghanistan.

## Historische Situation vor dem Aufstieg Durranis
Das seit etwa 1500 bestehende persische Reich der Safawiden umfasste in der Zeit um 1700 neben dem Gebiet des heutigen Iran auch große Teile des heutigen Afghanistan und des Kaukasus. Das Reich befand sich zu dieser Zeit jedoch in einer Schwächephase. Dazu trug bei, dass die Sunniten im Reich zwangsweise zur Staatsreligion, dem schiitischen Islam, bekehrt werden sollten. Überwiegend sunnitisch waren im Osten des Reiches die Paschtunen mit ihren (verfeindeten) größten Stämmen, den Ghilzai und den Abdali. Im Jahr 1719 erhoben sich die Ghilzai; drei Jahre später gelang es ihnen, Isfahan, die Hauptstadt des Reiches, zu erobern. Die Dynastie der Safawiden war damit im Wesentlichen beendet.
Die Ghilzai gründeten die neue, jedoch nur kurzlebige Hotaki-Dynastie. Im Jahr 1709 im Osten, in Kandahar, entstanden, hatte sie nach dem Aufstand von 1719 die Herrschaft 1722 auch im zentralen Teil Persiens erlangt. Diese verlor sie bereits 1729 wieder durch eine Niederlage gegen Nader Schah, dem sie in den Jahren 1736/37 auch in Kandahar und 1738 endgültig unterlag.
Nader Schah war ein Heerführer der Afscharen, eines vorwiegend schiitischen Volkes im Nordosten des heutigen Iran. Er kämpfte formal zunächst für die Safawiden und setzte deren Dynastie noch einmal ein (1729–1732, 1732–1736). Im Jahr 1736 krönte er sich jedoch selbst und begründete die Dynastie der Afschariden. Auch diese war kurzlebig und herrschte nach seinem Tod (1747) meist nur noch über einen Teil des persischen Reiches, ab 1760 nur noch über die Provinz Chorasan. Im Jahr 1796 endete die Dynastie auch dort.

## Jugend
Der spätere Ahmad Shāh Durrānī wurde vermutlich 1722 als Ahmad Khan in Herat (oder in Multan?) geboren. Er gehörte zu den Sadozai, einem Zweig der Popalzai der Abdali. Er war der zweite Sohn von Mohammed Zaman Khan, Clanchef der Abdali, seine Mutter war Zarghoona Alakozai. Die Alakozai bildeten ebenfalls einen Zweig der Abdali.
Ahmad Khan war, wie sein älterer Bruder Zulfikar Khan, in seiner Jugend Gefangener von Hussein Khan, dem in Kandahar residierenden Gouverneur der Hotaki-Dynastie. Beide kamen erst frei, als Nader Schah in den Jahren 1736/37 Kandahar eroberte.

## Aufstieg zur Macht

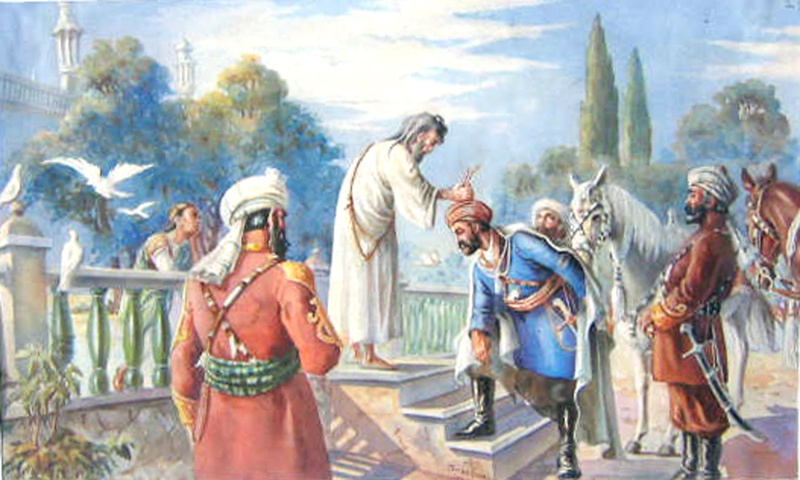
Krönung Ahmad Shah Durranis in 1747 zum König Afghanistans

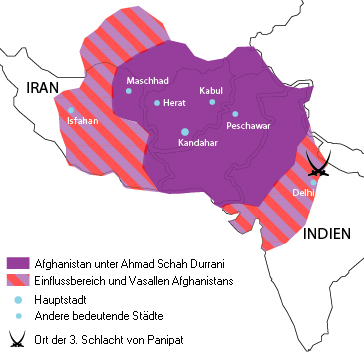
Reich des Ahmad Schah Durrani

Der Clan der Abdali gehörte frühzeitig zu den Gefolgsleuten Nader Schahs. Ahmad Khan stieg schnell auf, befehligte bald eine Kavallerieeinheit von etwa 4.000 Mann. Als Nader Schah 1747 starb, brach sein Reich auseinander. Den Osten konnte Ahmad Khan, der durch eine Loja Dschirga zum Volksführer ernannt wurde und nun „Ahmad Schah“ hieß, in kurzer Zeit unter seine Kontrolle bringen. Schon bald eroberte er Ghazni von den Ghilzai und stürzte den lokalen Herrscher von Kabul, beherrschte nun den größten Teil des heutigen Afghanistan. Er wurde Emir des so entstandenen neuen Reiches.
In den Jahren zwischen 1747 und 1753 fiel Ahmad Schah dreimal im Punjab ein. 1748 überquerte er den Indus und bedrohte das Mogulreich. Aus Furcht vor einem Angriff auf ihre Hauptstadt Delhi überließen die Mogulen ihm 1749 die Regionen Sindh und Punjab. Im Jahr 1750 kamen Herat und ein Jahr später Nischapur und Maschhad unter seine Herrschaft. Ahmad Schahs Herrschaft über den Punjab wurde jedoch von den Sikhs in Frage gestellt, die Lahore eroberten; im Jahr 1751 drängte er sie wieder zurück. Im Jahr darauf führte Ahmad Schah einen Feldzug nach Kaschmir und wollte das Gebiet nördlich des Hindukusch erobern. Auf einem weiteren Feldzug 1756/57 nach Indien plünderte Ahmad Schah Delhi. Die Dynastie der Mogulen stürzte er nicht, sondern setzte eine Marionette ein, Alamgir II. Dieser wurde später der Schwiegervater von Ahmad Schahs Sohn Timur Schah.
Auf seinem Rückweg nach Afghanistan griff Ahmad Schah im Jahr 1757 das höchste Heiligtum der Sikhs an, den Goldenen Tempel in Amritsar; dort richteten seine Truppen ein Blutbad an.
Mit dem Niedergang der Mogulen wurden andere indische Fürstentümer stärker, auch die britische Kolonisierung Indiens begann in dieser Zeit. So erstarkten auch die Marathen und fielen im Jahr 1758 im Punjab ein. Sie vertrieben Timur Schah und dessen Verwaltung. Ahmad Schah erklärte daraufhin einen Dschihad gegen die Marathen, was ihm einige muslimische Unterstützung einbrachte. Im Jahr 1759 erreichte er Lahore und im Januar 1761 kam es bei Panipat zur Dritten Schlacht von Panipat. Ahmad Schah siegte – dies war der Höhepunkt seiner Macht. Er beherrschte jetzt das nach dem Osmanischen größte muslimische Reich.
Die Macht über den Punjab war jedoch unsicher. Ende des Jahres 1761 und erneut 1764 musste Ahmad Schah Rebellionen der Sikhs niederschlagen. Die Situation blieb jedoch unsicher: Bei einem späteren Feldzug verloren die Afghanen unter General Jahan Khan mit hohen Verlusten (5.000 Toten) gegen die Sikhs.
Ahmad Schah war zu dieser Zeit schon erkrankt. Im Jahr 1764 begann sein Krebsleiden, ein Tumor im Gesicht, zu Tage zu treten. Er verbrachte seine letzte Zeit in Afghanistan und verstarb im Juni 1772.